# Palazzo del Governo (Reggio Calabria)
Il palazzo del Governo (o Prefettura) di Reggio Calabria, posto nel cuore del centro storico, occupa l'isolato compreso tra la piazza Vittorio Emanuele II e le vie San Francesco di Sales, Spanò Bolani e corso Vittorio Emanuele III.

## Storia
L'edificio, progettato dall'ingegnere Gino Zani nel 1912, fu completato nel 1921. L'attuale palazzo è stato costruito dove prima del terremoto del 1908 sorgevano l'antico monastero della Presentazione e la chiesa di San Francesco di Sales. Il palazzo rappresenta il primo edificio della città costruito con criteri antisismici e ospita la Prefettura della città.

## Architettura
Il corpo di fabbrica dell'edificio è costituito da due piani fuori terra e presenta una planimetria trapezoidale. Il piano terra, sul lato prospiciente piazza Vittorio Emanuele II, si sviluppa a forma di una "C" e include un cortile di impianto rettangolare mentre su quello con prospetto sul Corso Vittorio Emanuele III include un grande cortile centrale. L'esterno principale che dà l'affaccio sulla piazza presenta tre grandi ingressi muniti di artistici cancelli in ferro battuto decorati con motivi prettamente liberty del tutto simili ai cancelli laterali che consentono l'accesso ai giardini pensili che si trovano in modo simmetrico ai due bordi laterali dell'edificio. Gli ingressi sono sormontati da balconi non sporgenti forniti di aperture ricche nelle cornici di decorazioni a motivi geometrici e floreali. Al piano terra le altre parti della facciata, leggermente a bugnato, presenta una serie di finestre con inferriate, architravate e sormontate da un cornicione leggermente sporgente e balaustra sul quale si trovano collocata due coppie di statue in posizione seduta. Gli elementi architettonici presenti nei rimanenti tre prospetti risultano più semplici e seguono la stessa sequenza di finestre e sono permeate da canoni eclettici ma con decorazioni puramente di stile liberty. Ai saloni del primo livello si accede attraverso una scalinata a rampe simmetriche. Il salone di ricevimento è ricco di stucchi di gusto neoclassico e presenta il soffitto decorato con affreschi ad opera del pittore Andrea Alfano aventi per tema la Ricostruzione.